# Salva (artilleria)

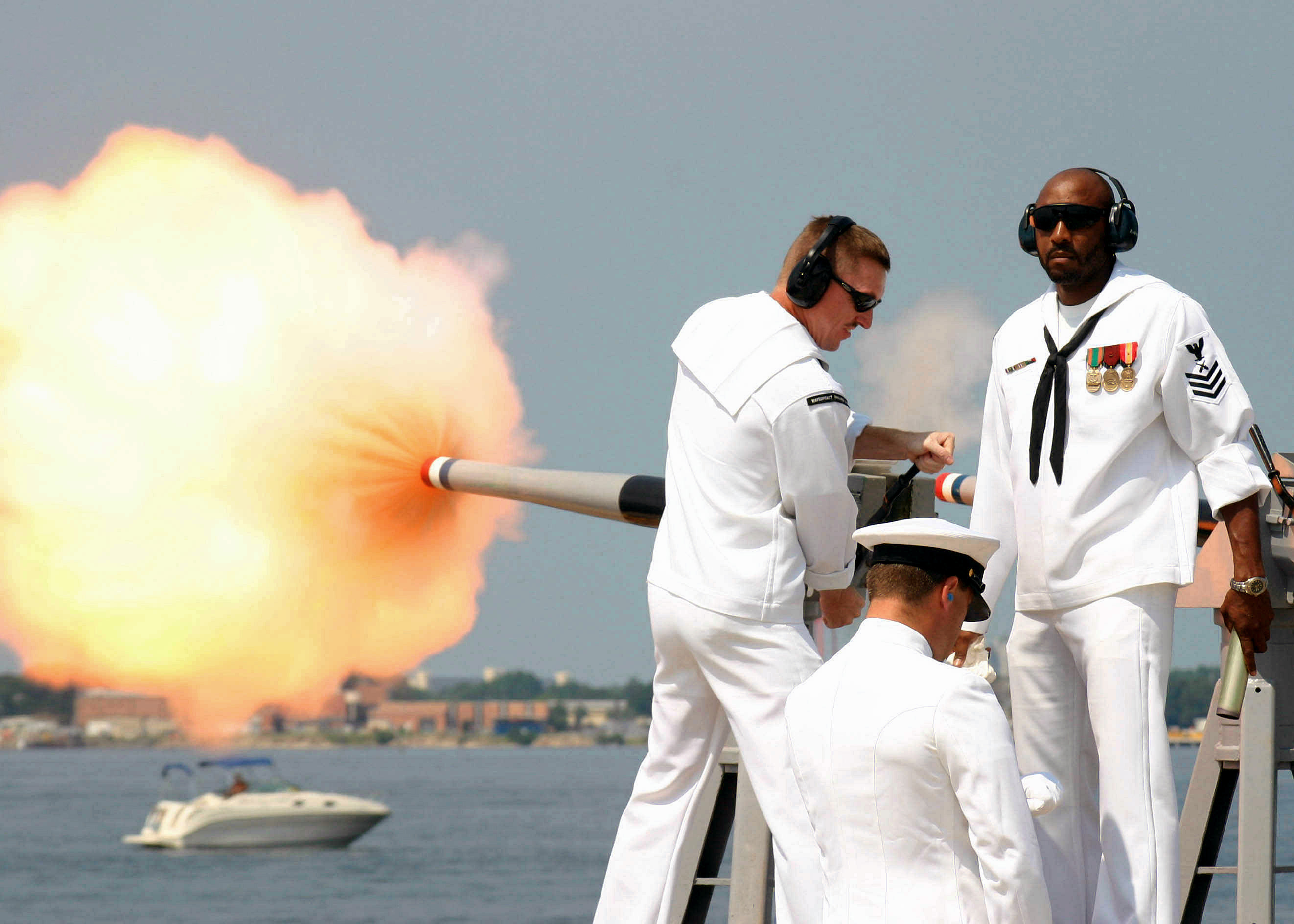

Una salva indica el rodatge de diverses armes de foc per al mateix objectiu. En el passat, les tropes no estaven tots armats amb rifles de repetició, i el temps necessari per recarregar. Exercicis específics es van dur a terme per crear un foc de fusell gairebé continu, els soldats van aconseguir alinear diverses files i alternant el focus d'un, mentre que l'altre va procedir a recarregar.